# Bob Hope

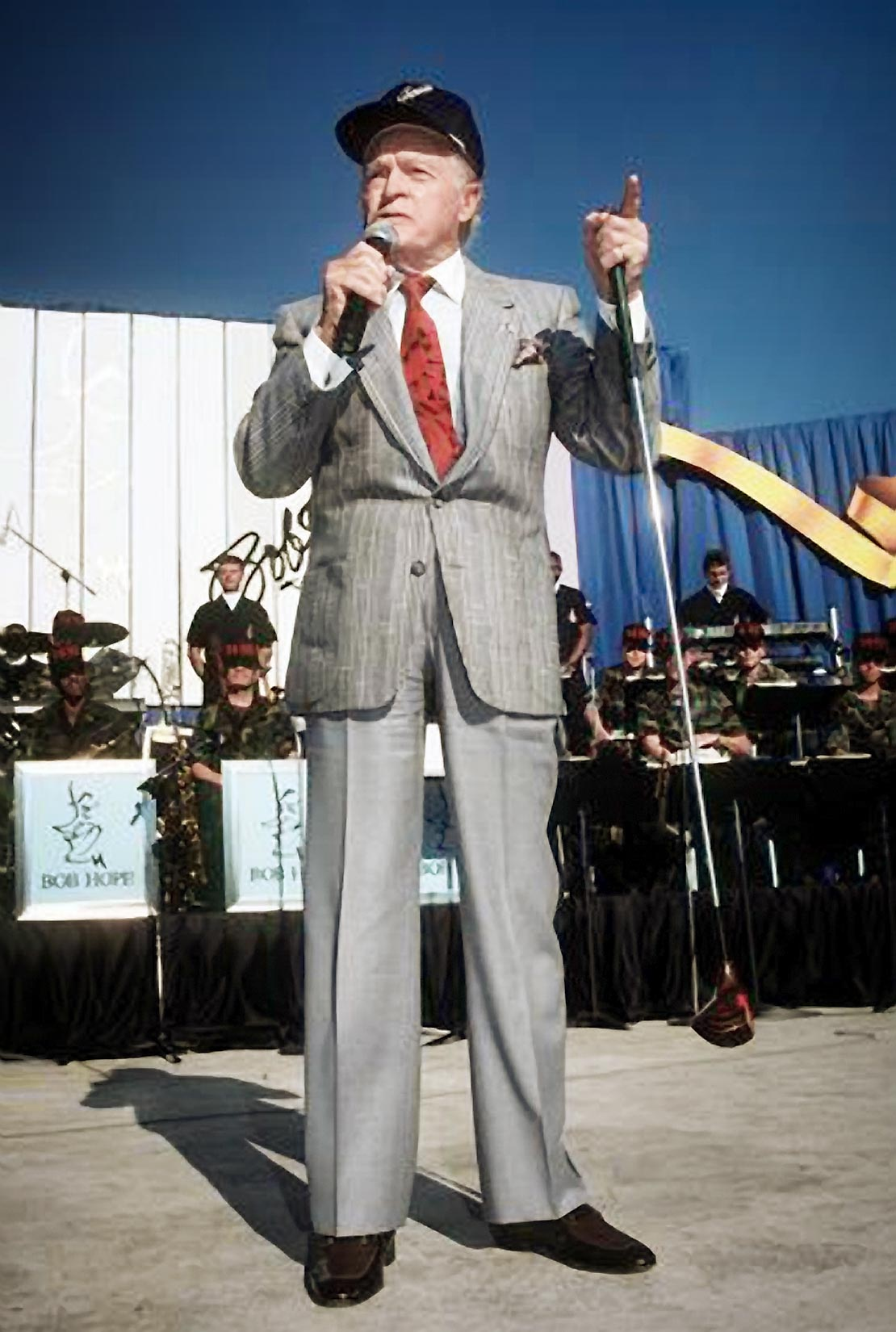
Bob Hope 1990.

Leslie Townes "Bob" Hope, född 29 maj 1903 i Eltham i London, död 27 juli 2003 i Toluca Lake norr om Los Angeles i Kalifornien, var en brittiskfödd amerikansk artist, komiker och skådespelare.

## Biografi
Bob Hope föddes i England och var den femte av sju bröder. Hans far, William Henry Hope, var en stenarbetare från Weston-super-Mare och hans walesiska mor, Avis Townes, var operettsångerska. Familjen bodde först i Weston-super-Mare, sedan Whitehall och St. George i Bristol innan de flyttade till Cleveland i Ohio 1908.
Som tioåring vann han en "Imitera Chaplin"-tävling.

### Privatliv
Enligt levnadstecknaren Arthur Marx, son till Hopes gamle vän och rival Groucho Marx, så var Hopes första fru hans skådespelarkollega Grace Louise Troxell (1912–1992) som han gifte sig med 25 januari 1933. När äktenskapshandlingarna offentliggjordes några år senare så förnekade Hope att de hade någon som helst substans och att de hade skilt sig strax efter giftermålet. Rykten gjorde dock gällande att han hade fått en dotter tillsammans med Troxell och att han fortsatte att skicka pengar till henne trots sitt rykte om att vara en sparsam person.[källa behövs]
I februari 1934 gifte sig Hope med Dolores DeFina (1909–2011), som han hade träffat på nattklubben The Vogue på Manhattan två månader tidigare. Hon var  nattklubbssångerska, känd som Dolores Reade, av italiensk och irländsk börd, och hängiven katolik. DeFina och Hope levde tillsammans fram till Hopes död 69 år senare vilket är det näst längsta äktenskapet i Hollywoods historia. De adopterade fyra barn som alla kom från samma barnhem i Evanston i Illinois.

### "Thanks for the Memory"
Innan Hope startade sin karriär som underhållare boxades han professionellt under namnet Packy Easte. Hans framgångar började med flera musikaler på Broadway, bland annat Roberta, Say When, Ziegfeld Follies (1936) och med Ethel Merman i Red, Hot and Blue. I sin filmdebut i Radioparaden 1938 lanserade Hope i duett med Shirley Ross låten som skulle bli hans varumärke, "Thanks for the Memory". Den sentimentala karaktären i låten tillät Hope och hans textförfattare att skriva flera olika versioner som passade olika omständigheter, som till exempel att säga farväl till amerikanska trupper då han var på turné.
Hope tjänade stora pengar genom sina liveframträdanden. Under en åttaveckorsturné 1940 slog han rekord då han sålde konsertbiljetter för 100 000 dollar.

### Hopes filmkarriär
På 1930-talet medverkade Hope i flera kortfilmskomedier för Warner Brothers och efter det tog hans filmkarriär fart. Som filmstjärna blev han mest känd för filmen Åh, en sån deckare! och en serie filmer[en] tillsammans med Bing Crosby och Dorothy Lamour. Den första filmen med Bing Crosby var Två glada sjömän går i land (1940).
Han vann aldrig någon Oscar för sina filmer men den amerikanska filmakademin belönade honom med specialoscars fem gånger: 1940, 1944, 1952, 1959 och 1965 då han fick två hedersoscars, två specialutmärkelser och en Jean Hersholt Humanitarian Award. Han hade uppdraget som värd för Oscarsgalan nitton gånger mellan 1940 och 1978.

### Turnéer för militären
Den 6 maj 1941 framträdde Hope på March Field i Kalifornien i sin första show för United Service Organizations (USO). Han fortsatte därefter att resa och underhålla USA:s väpnade styrkor under resten av andra världskriget, under Koreakriget, Vietnamkriget och drog sig inte tillbaka förrän efter Gulfkriget 1990–1991. För att visa sitt stöd för trupperna bar han under turnéerna nästan alltid i militäruniform, precis som sin publik. Hans karriär som underhållare genom USO för de amerikanska militärer varade i 60 år, under vilka han genomförde omkring 60 turnéer.
22 april 1997 namngav USA:s flygvapenminister Sheila Widnall en C-17 Globemaster III "The Spirit of Bob Hope". Bob Hope blev utsedd till hedersveteran genom en lag stiftad av USA:s kongress och som undertecknades av USA:s president Bill Clinton den 30 oktober.

### Hopes sportintresse
Hope var känd för sitt sportintresse. Han hade varit proffsboxare, spelade biljard, tittade på amerikansk fotboll och var delägare i Cleveland Indians och Los Angeles Rams. Han är dock mest känd för sitt stora golfintresse. Han deltog i några tävlingar på PGA-touren och en tävling har fått hans namn, Bob Hope Chrysler Classic. Han spelade golf med nästan alla presidenter under sitt liv, från Dwight D. Eisenhower till George H. W. Bush och hade ofta någonting ur golfutrustningen som rekvisita när han uppträdde på scenen. 1983 valdes han in i World Golf Hall of Fame.

### Hope i radio och TV

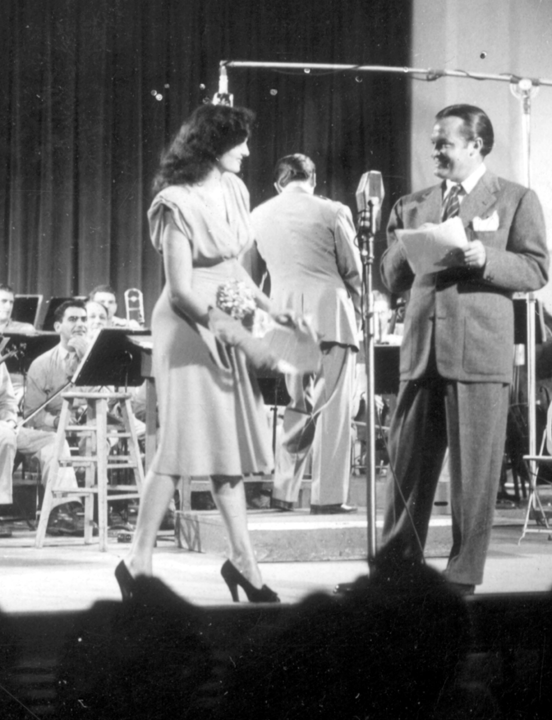
Bob Hope och Jane Russell under en radioutsändning 1944.

Hopes radio- och TV-karriär pågick i 64 år och han förknippades ofta med NBC. Första gången han framträdde i TV var 1932 när tekniken var i utvecklingsstadiet. Det var dock inte för Peacock network han sände utan det var en testsändning för CBS. Han gjorde sin debut i radion 1937 då NBC bara var ett radioföretag. Hopes första serie för NBC Radio var "Woodbury Soap Hour". Ett år senare hade han den första showen i sitt namn och den sponsrades av Pepsodent tandkräm. I modern tid kommer många ihåg Hope för de många specialprogrammen i TV som han gjorde för NBC under de följande decennierna där många program sponsrades av Texaco. Hans julprogram var alltid favoriter bland hans fans och ett av hans mest uppskattade inslag var då han framförde "Silver Bells" (ur hans Hej tomtegubbar från 1951). Den framfördes vanligen i duett med kvinnliga gäster som till exempel Olivia Newton-John och Brooke Shields. Hans sista TV-framträdande var 1996 då han tillsammans med Tony Danza hyllade USA:s presidenter.

### Den sista tiden
Hope levde så länge att han vid två tillfällen felaktigt kom med på listor över döda personer. 1998 rapporterade Associated Press att han hade avlidit och det offentliggjordes i den amerikanska senaten. 2003 fanns han på ett dokument på CNN:s webbplats som skrivits i förväg men som blev åtkomligt på grund av bristande säkerhet vid inloggningen.
Han firade sin 100:e födelsedag 29 maj 2003 och han konkurrerar med Irving Berlin och George Burns som den mest långlivade bland framstående underhållare. För att hedra Hope på hans födelsedag uppkallades korsningen mellan Hollywood Boulevard och Vine Street i Los Angeles efter honom, Bob Hope Square. Hans 100-årsdag förklarades som Bob Hope Day i 35 delstater. 
Hope firade sin födelsedag privat i sitt hem i Toluca Lake där han hade bott sedan 1937. Även då han var 100 år gammal hade han fortfarande sitt sinne för humor kvar och han sade
Jag är så gammal att min blodgrupp har utgått.
På sin ålders höst fick han frågan om vilken roll som varit svårast att spela. Ja, svarade Hope, "rollen som äkta far till mina barn". "De tyckte jag var bättre som komiker än som pappa. Jag håller med!".
Enligt en av hans döttrar så fick han på sin dödsbädd frågan om var han ville begravas. Han svarade sin fru: Överraska mig. Han avled två månader senare i lunginflammation den 27 juli 2003 i sitt hem i Toluca Lake, norr om Hollywood.
Bob Hope ligger begravd i San Fernando Mission Cemetery i Los Angeles.
Vid sin död var han en av världens rikaste underhållare och hans förmögenhet värderades till 700 miljoner dollar.

## Filmografi i urval
- 1934 - Going Spanish
- 1934 - Paree, Paree
- 1935 - The Old Grey Mayor
- 1935 - Double Exposure
- 1935 - Calling All Tars
- 1935 - Soup for Nuts
- 1935 - Watch the Birdie
- 1936 - Shop Talk
- 1938 - Don't Hook Now
- 1938 - Radioparaden 1938
- 1938 - College Swing
- 1938 - Give Me a Sailor
- 1938 - Thanks for the Memory
- 1939 - Idolen i Tyrolen
- 1939 - Rhythm Romance
- 1939 - En fasansfull natt
- 1940 - Två glada sjömän går i land
- 1940 - Ingen rädder för spöken
- 1941 - Två glada sjömän i Afrika
- 1941 - På axel gevär
- 1941 - Sanningen - och inget annat!
- 1941 - Oh, Louisiana
- 1942 - Min favoritblondin
- 1942 - Två glada sjömän i Marocko
- 1942 - Star Spangled Rhythm
- 1943 - They Got Me Covered
- 1943 - Show Business at War (kortfilm)
- 1943 - Vi klarar skivan
- 1944 - Prinsessan och piraten
- 1946 - Två glada sjömän i Alaska
- 1946 - Monsieur Beaucaire
- 1947 - Åh, en sån deckare!
- 1947 - Variety Girl
- 1947 - Två glada sjömän i Rio
- 1948 - Blekansiktet
- 1948 - Vemodiga Jones
- 1948 - På kryss med äventyret
- 1950 - Gentleman i vilda västern
- 1951 -  Hej tomtegubbar
- 1951 - Min favoritspion
- 1952 - Världens största show  (cameo)
- 1952 - Blekansiktets son
- 1952 - Screen Snapshots: Memorial to Al Jolson (kortfilm)
- 1952 - Två glada sjömän på Bali
- 1953 - Akta're för snuten
- 1953 - Titta, det spökar (cameo)
- 1953 - Here Come the Girls
- 1954 - Kanske en Casanova
- 1955 - 7 små filurer
- 1956 - Pippi i pyjamas
- 1956 - Kamrat i svarta spetsar
- 1957 - The Heart of Show Business (kortfilm)
- 1957 - Vackra Jimmy
- 1959 - Alias Jesse James
- 1959 - Five Pennies (cameo)
- 1960 - På vift fast gift
- 1961 - Ungkarl i paradiset
- 1962 - Vägen till Hongkong
- 1963 - Critic's Choice
- 1963 - Djungelagenten
- 1964 - A Global Affair
- 1965 - Svedala, alla gånger
- 1966 - The Oscar
- 1966 - Inte en siffra rätt
- 1966 - Not with My Wife, You Don't! (cameo)
- 1967 - 8 på rymmen
- 1968 - Vem tog min ubåt?
- 1969 - How to Commit Marriage
- 1969 - Ungkarl i paradiset
- 1972 - Cancel My Reservation
- 1979 - Mupparna (cameo)
- 1985 - Spioner är vi allihopa (cameo)
- 1994 - A Century of Cinema (dokumentär)
- 1995 - Radio Star: The AFN Story (dokumentär)

## Referenser

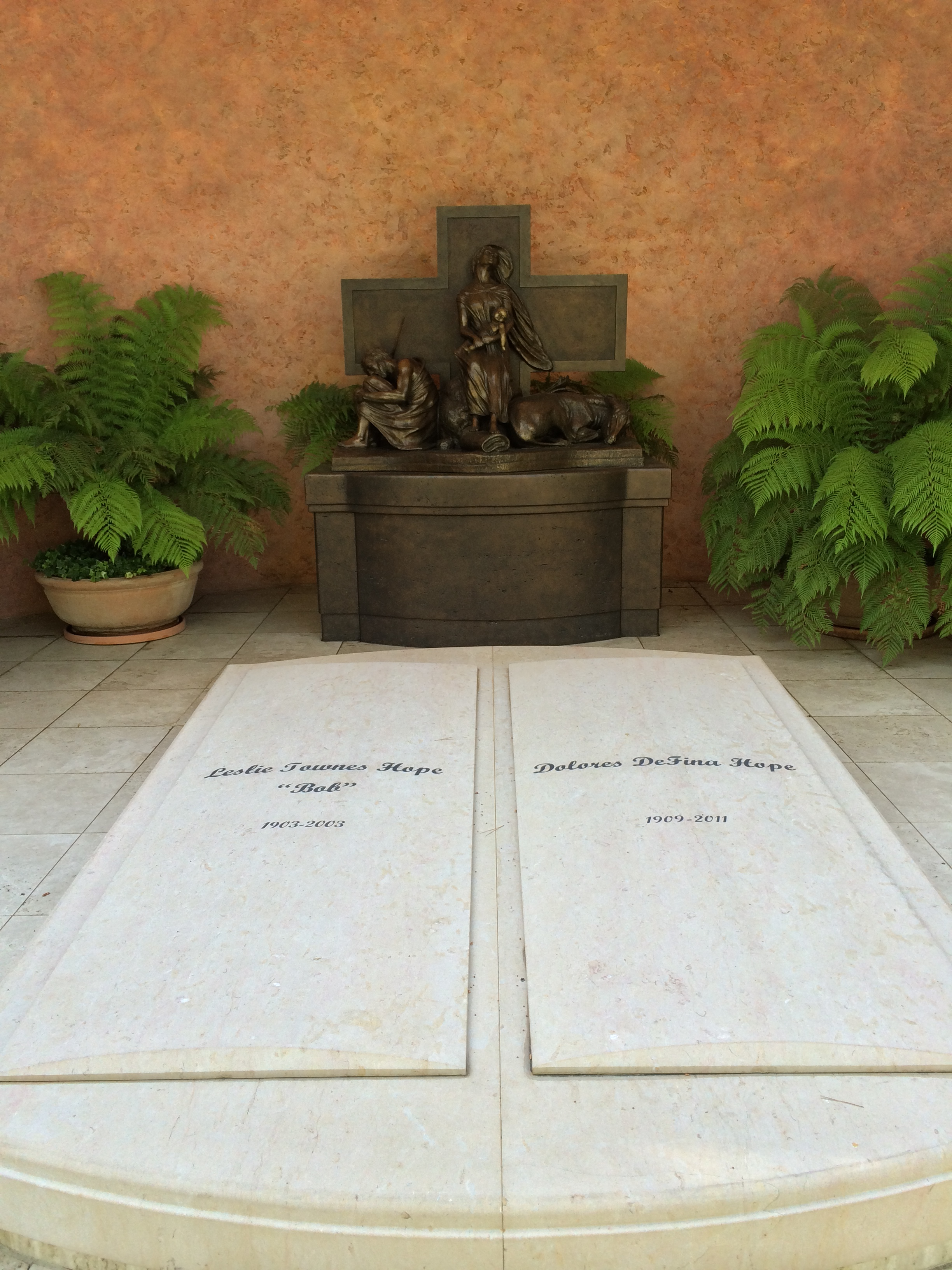
Gravplats för Bob Hope och hustrun Dolores.

## Utmärkelser
- Asteroiden 2829 Bobhope[7]

- Heders-Oscar,  1941[8]
- Heders-Oscar,  1945[8]
- Heders-Oscar,  1953[8]
- Trustees Award,  1959[9]
- Jean Hersholt Humanitarian Award,  4 april 1960[8][10]
- Golden Plate Award,  1961[11]
- Heders-Oscar,  1966[8]
- Presidentens frihetsmedalj,  1969[12]
- Kommendör med stjärna av Gregoriusorden,  1998[13]
- Library of Congress Living Legend[14]
- Screen Actors Guild Life Achievement Award
- Stjärna på Hollywood Walk of Fame[15]
- Screen Actors Guild Awards
- Emmy Award
- Riddare av Silvesterorden
- Peabody Award
- National Medal of Arts
- Kongressens guldmedalj
- Golden Globe Award
- Kommendör av 1 klass av Brittiska imperieorden
- Medal of Liberty
- Ronald Reagan Freedom Award
- Horatio Alger Award
- Hedersdoktor vid Ohio State University
- World Golf Hall of Fame
- Kennedy Center Honors

[Redigera Wikidata]